# Jojo Mayer
Serge Mayer, detto Jojo (Zurigo, 18 gennaio 1963), è un batterista svizzero noto per essere il leader del gruppo Nerve, che mescola elettronica, ritmi jungle, Break Beat e Drum & Bass.

## Biografia
Figlio del bassista Vali Mayer, ha speso la sua vita viaggiando attraverso l'Europa e non solo. All'età di due anni ha il primo drum set, e la sua prima esibizione è a Hong Kong quando ha appena 3 anni. Jojo Mayer è un vero e proprio bambino prodigio.
Autodidatta all'inizio ha voluto poi approfondire alcune tecniche come la moeller tecnique sia per le mani che per il piede di conseguenza il moto perpetuo con il grande maestro Bruce Becker (studente per vent'anni di Freddie Gruber Guru statunitense). Spende la sua adolescenza suonando nei migliori festival jazz di tutta Europa: Montreux, Nizza, Atene...
All'inizio del 1991 è coinvolto in numerosi progetti, sia live che in studio.
Come batterista vanta collaborazioni di artisti come David Fiuczynski (chitarrista del gruppo Screaming Headless Torsos di cui Jojo ha fatto parte nel primo cd) , Me'Shell Ndegéocello, Vernon Reid's Science Project, DJ Spooky, Emergency Broadcast Network, la Vienna Art Orchestra, Wolfgang Muthspiel, Harry Pepl, Gerald Veasley, Monty Alexander, Lunar Crush, John Zorn, James Blood Ulmer, Chico Freeman, George Adams, Jamaaladeen Tacuma, John Medeski, Family of Percussion, Hiram Bullock, Leni Stern, Depart, Wolfgang Puschnigg, la Intergalactic Maiden Ballet, Friedrich Gulda, Harry Sokal, Steve Coleman e i Five Elements, Passport, Wah Wah Watson, e tantissimi altri.
Come clinician, ed educatore, vanta partecipazioni importanti come quelli del Modern Drummer Festival, che si tengono ogni anno in America a New York, al  Buddy Rich Memorial Scholarship di New York nel 1995, L'International Drummer-Meeting a Coblenza negli anni 1989, 1991, 1995; il Montreal Drum-Fest del 1996, il NAMM-Show's "Drums along the Hilton" del 1996 e molti altri.
Recentemente ha realizzato un DVD didattico, pubblicato dalla Hudson Music, che ha avuto un grande successo: Secret Weapons for the Modern Drummer, dove si approfondisce esaurientemente con esempi ed esercizi la tecnica delle mani.

## Attuali collaborazioni
Recentemente sta portando avanti due progetti differenti: il gruppo Nerve e i Strange Balls of Fire
Nerve: è composto da: Jojo Mayer (alla batteria), Tacuya Nakamura (sintetizzatore, sampler, tromba), John Davis (basso  e manipolatore di basse frequenze) e Roli Mosimann (live electronics).
Strange Balls of Fire: è composto da: Martin Koller (chitarra e voce), Patrice Moret (al contrabbasso) e Jojo Mayer alla batteria. Il gruppo ha avuto esordio e inaugurazione al festival jazz di Saalfelden. 
Le influenze vanno dal rock al grunge.
(Curiosità: in questo gruppo Jojo Mayer canta alcune canzoni)

## Endorsement
Jojo Mayer ha un endorsement con la Sonor per la batteria, Sabian per i piatti, Vic Firth per le bacchette, Evans per le pelli.